# فاليري ريبالكين
فاليري ريبالكين (من مواليد 19 مايو 1952 في إقليم كيروفوغراد) هو مستشرق أوكراني سوفيتي، مستعرب ومترجم ودبلوماسي حاصل على دكتوراه في فقه اللغة عام 2000، عمل أستاذا متخصصا في اللغويات العربية وعلم المعاجم والآثار العربية وعلم القرآن والأدب العربي وتاريخ الدراسات الشرقية الأوكرانية.
ألف أول ترجمة أكاديمية للقرآن الكريم من اللغة العربية إلى اللغة الأوكرانية نُشر أول أجزاءها في عام 2003 في كييف، ثم ترجم حكايات «ألف ليلة وليلة» إلى اللغة الأوكرانية الذي تم نشره في عام 2011 من قبل دار نشر ترنوبل. كما كان أيضًا أحد المؤلفين العديدين لموسوعة بريل للغة العربية واللغويات. حصل على الدكتوراه الفخرية في العلوم من العديد من الجامعات في الولايات المتحدة وكندا والإمارات العربية المتحدة ومصر والأردن ودول أخرى.

## حياته
وُلد في فاليري ريبالكين في إقليم كيروفوغراد (أوكرانيا حاليا). تخرّج من الكلية الشرقية لجامعة لينينغراد سنة 1976 (سان بطرسبرغ حاليا). في عام 1984، ناقش رسالة الدكتوراه حول «المعاجم العربية الكلاسيكية» في معهد الاستشراق التابع لأكاديمية العلوم الروسية.
ألف فاليري ريبالكين حوالي 200 مؤلفا علميا بين كتب ومقالات ومعاجم باللغات الأوكرانية والروسية والإنجليزية والعربية. ومن مجالات اهتماماته العلمية ثمة تاريخ الدراسات اللغوية عند العرب، وعلم المعاجم، ودراسات القرآن الكريم، والترجمة.

## أهم المؤلفات
- المفردات الفارسية في قاموس أبي نصر إسماعيل الجوهري «تاج اللغة وصحاح العربية» \\ العلاقات الإيرانية الإفريقية الأوروبية،
- المقدمة لقاموس الخليل «كتاب العين»، الدراسات اللغوية والترجمة والتوضيح \\ التراث الكتابي الشرقي. الدراسات اللغوية التاريخية،
- دراسات الشرق العربي في أوكرانيا \\ الصداقة، 35. – عمان، 1988. – ص. 38 – 42،
- ألف ليلة وليلة. قصص مختارة. الترجمة من العربية. – كييف، 1990. – 148 ص.
- المعاجم العربية الكلاسيكية: مبادئ الترتيب وخصوصية استخدامها. – كييف، 1994. – 33 ص.
- تقليد العرب اللغوي: مصادره وممثليه ومفاهيمه. – كييف، 2000. – 359 ص.
- مختارات ترجمة معاني القرآن بالتعليق الأكاديمي والتفسير. – كييف، 2002. – 271 ص.
- علم اللغة العربي الكلاسيكي. – كييف، 2003. – 406 ص.
- Amal // Encyclopaedia of Arabic language and linguistics. Vol.I, pp. 67–74 — Leiden: E.J.Brill, 2005
- Taʿlīq // Encyclopaedia of Arabic language and linguistics. Vol.IV, pp. 428–430 — Leiden: E.J.Brill, 2005